# Crónica de Benifasar
La Crónica de  Benifasar (en latín, Chronicon Benifassani) es una Crónica de la serie de Crónicas Rivipullensis redactadas en latín y que tuvieron origen en el Monasterio de Ripoll. Esta parece tener un recorrido parecido al Chronicon Dertusense II, pero este fue trasladado al Monasterio de Benifassà en 1233, donde continuó hasta 1276. Posteriormente le fueron añadidas varias efemérides desordenadas comprendidas entre el 1148 y el 1319, y otras anotaciones fechadas en 1348, 1358, 1373, 1374, y 1411.